# Route nationale 570
Die N570 ab 1933 eine französische Nationalstraße, die zwischen Avignon und Saintes-Maries-de-la-Mer verlief. Ihre Länge betrug 78 Kilometer. Sie wurde 1981 auf den Abschnitt zwischen Avignon und Arles gekürzt und 1988 erfolgte dann die Verlegung aus Tarascon heraus auf eine östliche Umgehungsstraße, für die D79A benutzt wurde. 2006 wurde sie auf voller Länge abgestuft.

## N570bis
Die N570bis war ab den 1960ern ein Seitenast der N570 in Avigogn, der von dieser zur N7 verlief. 1978 wurde sie in N270 umnummeriert und diese dann 2004 nach einer Verlängerung 1998 zur Kommunalstraße abgestuft.